# Kerteminde Kommune
Kerteminde Kommune ist eine dänische Kommune im Osten der Insel Fünen. Sie entstand am 1. Januar 2007 im Zuge der Kommunalreform durch Vereinigung der „alten“ Kerteminde Kommune mit den bisherigen Kommunen Langeskov und Munkebo im Fyns Amt.
Kerteminde Kommune besitzt eine Gesamtbevölkerung von 23.991 Einwohnern (Stand 1. Januar 2023) und eine Fläche von 205,80 km². Sie ist Teil der Region Syddanmark.

## Kirchspielsgemeinden und Ortschaften in der Kommune
Auf dem Gemeindegebiet liegen die folgenden Kirchspielsgemeinden (dän.: Sogn) und Ortschaften mit über 200 Einwohnern (byer nach Definition der dänischen Statistikbehörde); Einwohnerzahl am 1. Januar 2023, bei einer eingetragenen Einwohnerzahl von Null hatte der Ort in der Vergangenheit mehr als 200 Einwohner:
| Nr. | Kirchspiel                | Einwohner | Ortschaft             | Einwohner                 |
| --- | ------------------------- | --------- | --------------------- | ------------------------- |
| 10  | Birkende Sogn             | 2.017     | Birkende Langeskov    | 702 4293                  |
| 02  | Dalby Sogn                | 500       | Dalby                 | 305                       |
| 06  | Kerteminde-Drigstrup Sogn | 6.404     | Kerteminde            | 6034                      |
| 08  | Kølstrup Sogn             | 844       | Kertinge              | 265                       |
| 07  | Marslev Sogn              | 1.197     | Marslev Vejruplund    | 662 1. Januar 2012: 0.244 |
| 03  | Mesinge Sogn              | 862       | Mesinge               | 326                       |
| 05  | Munkebo Sogn              | 5.877     | Munkebo               | 5535                      |
| 09  | Revninge Sogn             | 649       | Revninge Skrækkenborg | 228 277                   |
| 11  | Rynkeby Sogn              | 1.085     | Rynkeby               | 561                       |
| 12  | Rønninge Sogn             | 3.854     | Rønninge              | 256                       |
| 01  | Stubberup Sogn            | 420       |                       |                           |
| 04  | Viby Sogn                 | 255       |                       |                           |

1. 1 2 3  Die Ortschaft Langeskov erstreckt sich über Birkende Sogn und Rønninge Sogn.
2. ↑  Zum 1. Dezember 2013 wurden Drigstrup Sogn und Kerteminde Sogn zum Kerteminde-Drigstrup Sogn zusammengelegt. Dies bezieht sich nur auf die kirchlichen Belange. In ihrer Eigenschaft als Matrikelsogne, also als Grundbuchbezirke der Katasterbehörde Geodatastyrelsen, wirken sich seit Abschaffung der Hardenstruktur 1970 solche Änderungen nicht mehr aus.
3. 1 2  Vejruplund gehört seit dem 1. Januar 2013 statistisch zum Siedlungsgebiet Marslev.

## Persönlichkeiten
- Rasmus Rasmussen (1899–1974), Turner